# 劇場版 寶可夢 超夢的逆襲 EVOLUTION
《寶可夢：超夢的逆襲：進化》（劇場版ポケットモンスター ミュウツーの逆襲 EVOLUTION），是《精靈寶可夢》動畫系列的第二十二部電影。由OLM製作，電影定於2019年7月12日在日本上映。 除了日本、韩国、中国大陆以外其他地區将由Netflix统一发行。該片為該系列的首部電影版《超夢的逆襲》3D重製版。
此片為《精靈寶可夢》系列在令和時代的第一部电影版，也是該系列的首部3D動畫電影，因而導致2019年成為沒有推出寶可夢新劇場版上映的一年。

## 製作
電影最先在《劇場版 精靈寶可夢 我們的故事》的片尾中首次公開。2018年12月13日正式公開，並預定在2019年7月12日上映。

## 登場人物
- 小智（松本梨香）
- 皮卡丘（大谷育江）
- 小霞（飯塚雅弓）
- 小剛（上田祐司）
- 武藏（林原惠）
- 小次郎（三木真一郎）
- 喵喵（犬山犬子）
- 海盜風格的訓練家（雷蒙德·約翰遜（日语：レイモンド・ジョンソン））
- 波佳（小林幸子）
- 空男（神谷浩史）
- 海男（吉野裕行）
- 小甜（佐倉綾音）
- 君莎小姐（西村千奈美）
- 喬伊小姐（白石文子）
- 超夢（市村正親）
- 夢幻（山寺宏一）

## 外部連結
- 官方网站
- 在Netflix上觀看《寶可夢：超夢的逆襲：進化》
- 互联网电影数据库（IMDb）上《劇場版 寶可夢 超夢的逆襲 EVOLUTION》的资料（英文）